# Берзкалне
Берзкалне (латыш. Bērzkalne) — населённый пункт в Балвском крае Латвии. Административный центр Берзкалненской волости. Располагается на региональной автодороге P46 (Дублева — Церпене). Расстояние до города Балви составляет около 7 км. Рядом протекает река Варниене. По данным на 2015 год, в населённом пункте проживало 205 человек.

## История
В советское время населённый пункт носил название Таурескалнс и был центром Плоскенского сельсовета Балвского района. В селе располагался колхоз «Сарканайс партизанс».